# Glad (osjet)
Glad je osjet u organizmu izazvan nedostatkom hrane, praćen osjećajem neugode, grčevima, mučninom, općom slabosti i psihičkim klonućem.
Glad je česta pojava u nerazvijenim područjima svijeta u kojima je zbog zaostalosti u načinu obrade tla stanovništvo izvrgnuto gladovanju (lišavanje hrane potrebne za održavanje organizma i naknadu utrošene energije). Danas je to jedan od najvećih problema suvremenog svijeta. Počeo se sustavno istraživati i djelomično rješavati uspostavom UN-a i njegove specijalizirane organizacije za poljoprivredu i prehranu FAO u Rimu 1945.
Kod potpuna gladovanja organizam mora trošiti svoje rezerve, u prvom redu mast u potkožnom tkivu i ugljikohidrate (glikogen) iz jetre i mišića, a kasnije i vlastite bjelančevine. Tako masno tkivo čovjeka može kod potpuna gladovanja izgubiti do 93 % svoje težine, jetra 62 % – 71 %, mišići 34 % – 45 %, koža, bubrezi i pluća 22 % – 33 %, a mozak i srce najviše 3 %. Organizam izgubi i znatan dio svojih soli, a ponešto se mijenja i sastav krvi.
Posljedice su: naglo mršavljenje, remećenje funkcija unutarnjih organa i živčanog sustava, opća slabost i najzad smrt. Sitnije životinje ugibaju prije krupnijih, mladunčad brže od odraslih, jer je u manjih životinja i u mladunčadi brža izmjena tvari u organizmu. Tako npr. miš ugine nakon 6 – 7 dana potpuna gladovanja, kunić nakon 22 dana, pas za 60 dana, a čovjek nakon 70 – 80 dana (uz uzimanje vode, a bez nje može izdržati samo nekoliko dana.)